# IEEE 802.16c
IEEE 802.16c est un amendement actualisant et élargissant la clause 12 du standard IEEE 802.16-2001 (WiMAX). C'est aussi une norme publiée le 15 janvier 2003 qui corrige des erreurs et des incohérences liées à ce standard. Celle-ci établit, d'autre part, la liste des fonctions et caractéristiques à mettre en œuvre dans le cas d'implémentation typique de réseaux sans fil utilisant la bande de fréquences comprises entre 10 et 66 GHz.

## État actuel de la norme
IEEE 802.16c est aujourd'hui obsolète et remplacée par la norme IEEE 802.16d qui définit un type de liaison sans fil entre émetteur et récepteur fixes dans la bande de fréquences des 2 GHz à 11 GHz.